# Yutaka Ikeuchi
Yutaka Ikeuchi (池内 豊?, Ikeuchi Yutaka; Prefettura di Aichi, 25 agosto 1961) è un allenatore di calcio ed ex calciatore giapponese, di ruolo difensore.

## Carriera

### Calciatore

#### Club
Ha iniziato la carriera agonistica nel Toyoda ALW, per poi passare nel 1981 al Fujita, sodalizio in cui militerà sino al 1993.

#### Nazionale
Ikeuchi ha indossato la maglia della nazionale di calcio del Giappone in otto occasioni.

### Allenatore
Dal 2008 al 2011 ha ricoperto l'incarico di allenatore della rappresentativa calcistica under-17 nipponica.